# Jacques Prévert
Jacques Prévert (Neuilly sur Seine, 4. veljače 1900. – Omonvill la Petite, 11. travnja 1977.), francuski pjesnik. 
Nazvan je "pjesnikom Pariza". Iako je najviše poznat po pjesmama konvencionalno-lirskog ugođaja, od kojih su mnoge uglazbljene - kao "Barbara" i "Uvelo lišće" - u interpretaciji Yves Montanda, Juliette Gréco i drugih. Njegovi književni počeci vezani su uz nadrealizam. Godine 1931. objavio je humorističku fantaziju "Večera glava u Pariz - France", pisanu u duhu nadrealizma, tada dominantnog umjetničkog pokreta. 
Prévert je pjesnik neposredne osjećajnosti. U njegovu pjesništvu prevladava dvojak osjećaj - razumijevanje za individualni život i ljudsku intimu, te revolt prema onima koji onemogućavaju ljudsku sreću. 
Godinama je objavljivao pjesme pojedinačno, a tek 1940. ih tiska u posebnoj zbirci "Riječi". Mnoge mu je pjesme uglazbio Joseph Cosma. Veći dio svoje aktivnosti posevetio je filmu. Djelovao je kao suradnik režisera Marcela Carnea, a autor je velikog broja filmskih scenarija i dijaloga ("Obala u magli", "Dan se rađa", "Ljubavnici iz Verone", "Djeca raja"). Njegovu ranu poeziju karakterizira revolt i mladenački cinizam, ismijavanje svakog autoriteta. Voli političku aluziju, a u njegov poetski rječnik ušli su mnogi izrazi iz svakidašnjeg pučkog žargona.
Zbirke:
- "Spektakli"
- "Kiša i lijepo vrijeme"

## Vanjske poveznice
- Izabrane pjesme - Jacques Prévert